# Los Dos Caminos (métro de Caracas)
Los Dos Caminos est une station de la ligne 1 du métro de Caracas, inaugurée le 23 avril 1988 lors du deuxième prolongement de la ligne à l'est et l'ouverture du tronçon Chacaíto - Los Dos Caminos. Elle est le terminus provisoire de la ligne avant son prolongement de quatre stations jusqu'à Palo Verde le 10 novembre 1989.